# Blahodatne (Perwomajsk)
Blahodatne (ukrainisch Благодатне; russisch Благодатное Blagodatnoje) ist ein Dorf im Osten der ukrainischen Oblast Mykolajiw mit etwa 1700 Einwohnern.

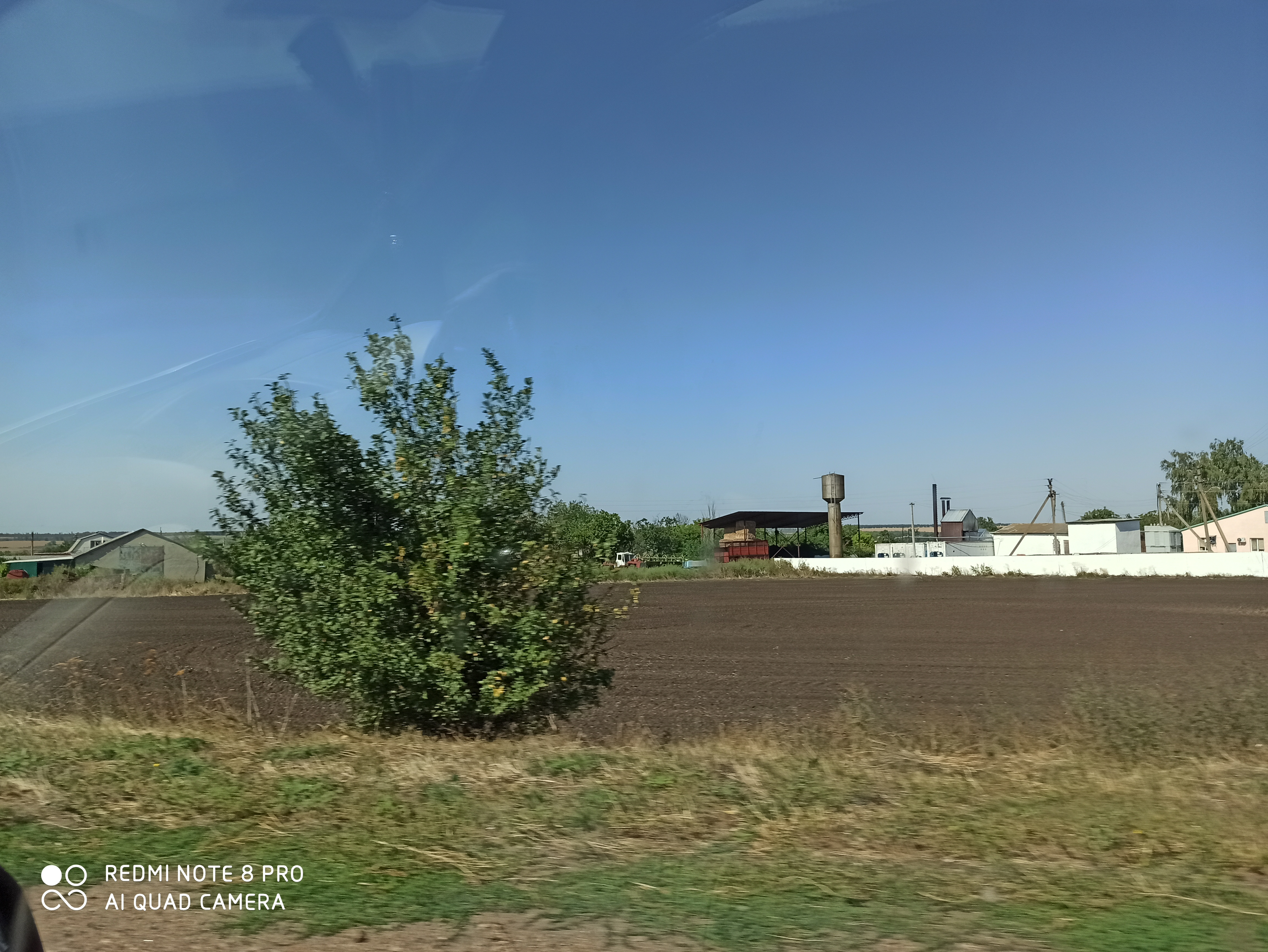
Blick auf den Ort

Das Dorf wurde 1802 gegründet und liegt am Fluss Korabelna (Корабельна) und an der ukrainischen Nationalstraße N 24, 23 Kilometer südöstlich der Rajonshauptstadt Perwomajsk und 130 Kilometer nördlich der Oblasthauptstadt Mykolajiw, die ehemalige Rajonshauptstadt Arbusynka befindet sich 16 Kilometer südöstlich des Ortes.

## Verwaltungsgliederung
Am 7. September 2016 wurde das Dorf zum Zentrum der neugegründeten Landgemeinde Blahodatne (Благодатненська сільська громада/Blahodatnenska silska hromada). Zu diesem zählten auch noch die 10 in der untenstehenden Tabelle aufgelisteten Dörfer, bis dahin bildete es die gleichnamige Landratsgemeinde Blahodatne (Благодатненська сільська рада/Blahodatnenska silska rada) im Nordwesten des Rajons Arbusynka.
Am 12. Juni 2020 kam noch das Dorf Ljuboiwaniwka zum Gemeindegebiet.
Am 17. Juli 2020 kam es im Zuge einer großen Rajonsreform zum Anschluss des Rajonsgebietes an den Rajon Perwomajsk.
Folgende Orte sind neben dem Hauptort Blahodatne Teil der Gemeinde:
| Name                     | Name           | Name                               |
| ukrainisch transkribiert | ukrainisch     | russisch                           |
| ------------------------ | -------------- | ---------------------------------- |
| Bulazelowe               | Булацелове     | Булацелово (Bulazelowo)            |
| Ljuboiwaniwka            | Любоіванівка   | Любоивановка (Ljuboiwanowka)       |
| Nowohryhoriwka           | Новогригорівка | Новогригоровка (Nowogrigorowka)    |
| Nowomychajliwka          | Новомихайлівка | Новомихайловка (Nowomichailowka)   |
| Ostapiwka                | Остапівка      | Остаповка (Ostapowka)              |
| Rjabokonewe              | Рябоконеве     | Рябоконево (Rjabokonewo)           |
| Sadowe                   | Садове         | Садовое (Sadowoje)                 |
| Selena Poljana           | Зелена Поляна  | Зелёная Поляна (Seljonaja Poljana) |
| Semeniwka                | Семенівка      | Семёновка (Semjonowka)             |
| Wojewodske               | Воєводське     | Воеводское (Wojewodskoje)          |
| Wynohradnyj Jar          | Виноградний Яр | Виноградный Яр (Winogradny Jar)    |